# Paramaribo
Paramaribo (spesso abbreviata in Parbo) è la capitale del Suriname, nonché la sede amministrativa dell'omonimo distretto.
Il centro storico della città nel 2002 è stato dichiarato dall'UNESCO Patrimonio dell'umanità per la caratteristica "fusione dell'architettura olandese con tecniche e materiali locali".

## Geografia fisica

### Territorio

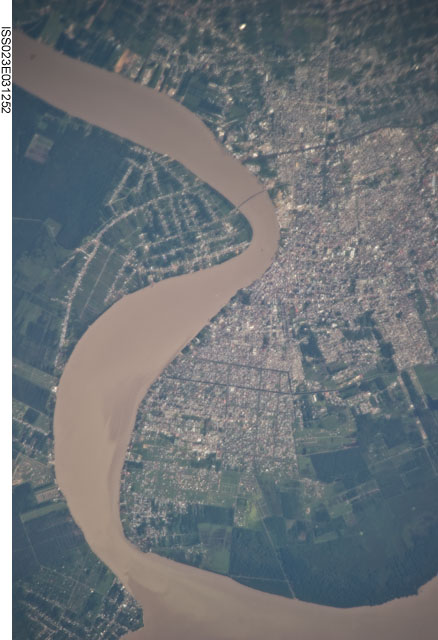
Vista aerea della città.

La città è situata sulla riva sinistra del fiume Suriname, a circa 20 km dalle coste dell'Oceano Atlantico.

### Clima
Secondo la classificazione dei climi di Köppen, Paramaribo cade nel sottogruppo Af, corrispondente alle aree con clima tropicale della foresta pluviale. Questo vuol dire che le precipitazioni si mantengono al di sopra dei 60 mm mensili per tutto l'anno, con assenza di una stagione secca ben definita, sebbene il periodo compreso fra settembre e novembre risulti il meno piovoso dell'anno: la piovosità media annuale è di 2103 mm. Inoltre, le temperature sono alte durante tutto l'anno, con massime medie di 30,8 °C e minime medie di 22,8 °C.
| Paramaribo          | Mesi | Mesi | Mesi | Mesi | Mesi | Mesi | Mesi | Mesi | Mesi | Mesi | Mesi | Mesi | Stagioni | Stagioni | Stagioni | Stagioni | Anno  |
| Paramaribo          | Gen  | Feb  | Mar  | Apr  | Mag  | Giu  | Lug  | Ago  | Set  | Ott  | Nov  | Dic  | Inv      | Pri      | Est      | Aut      | Anno  |
| ------------------- | ---- | ---- | ---- | ---- | ---- | ---- | ---- | ---- | ---- | ---- | ---- | ---- | -------- | -------- | -------- | -------- | ----- |
| T. max. media (°C)  | 29,6 | 29,8 | 30,0 | 30,4 | 30,0 | 30,1 | 30,7 | 31,8 | 32,7 | 32,8 | 31,8 | 30,3 | 29,9     | 30,1     | 30,9     | 32,4     | 30,8  |
| T. min. media (°C)  | 22,4 | 22,2 | 22,5 | 23,0 | 23,0 | 22,9 | 22,8 | 23,0 | 23,0 | 23,0 | 22,9 | 22,5 | 22,4     | 22,8     | 22,9     | 23,0     | 22,8  |
| Precipitazioni (mm) | 209  | 135  | 121  | 173  | 275  | 312  | 214  | 165  | 105  | 103  | 117  | 174  | 518      | 569      | 691      | 325      | 2 103 |

## Storia
Il nome Paramaribo deriva probabilmente dalla storpiatura di Parmirbo (o forse Parmurbo o Parmarbo), nome di un villaggio di indigeni del gruppo dei Caribi che sorgeva nella zona dove è attualmente situata la città e nei pressi del quale nel 1613 due olandesi, Dirck Cleaszoon van Sanen e Nicolaas Baliestel, fondarono un piccolo insediamento commerciale circondato da palizzate. Gli olandesi vennero scacciati e rimpiazzati dagli inglesi nel 1630: questi ultimi ingrandirono e fortificarono ulteriormente l'insediamento su incarico di Francis Willoughby, dandogli in suo onore il nome di Fort Willoughby, salvo poi spostarsi nel 1651 circa 50 km più a sud, in un nuovo insediamento denominato Thorarica, che divenne la capitale della colonia. Nel 1644, nei pressi del forte, sorse anche un insediamento francese.
Nel 1667, l'area fu riconquistata da una spedizione zelandese al comando di Abrahm Crijnssen: il forte prese il nome di Forte Zeelandia e l'insediamento circostante viene chiamato Nieuw Middelburg ("Nuova Middelburg"), nome che però non prese mai piede. Il forte (denominato colloquialmente "Foto", probabilmente dalla storpiatura da parte degli indigeni) divenne il centro amministrativo della colonia e l'insediamento cominciò a espandersi in direzione sud-ovest, sui cosiddetti ritsen, depositi calcarei formatisi dall'accumulo di conchiglie. Ciononostante, nel 1683 l'insediamento risultava costituito da soli 27 edifici, benché un documento risalente al 1790 attesti che in città sarebbero stati oltre 1 000.
Dopo l'abolizione della schiavitù, avvenuta nel 1863, e con la fine del periodo di transizione di dieci anni dai lavori forzati, nel 1873, molti ex schiavi si trasferirono nella città alla ricerca di lavoro incrementandone la popolazione e determinando una crescita urbanistica disordinata: un ulteriore boom demografico iniziò negli anni Cinquanta del XX secolo, quando molti si trasferirono nella capitale dall'entroterra per studio o per lavoro, determinandone un'ulteriore espansione e portando le autorità politiche locali a definire dei piani regolatori. Nel 1987, in seguito alla ristrutturazione amministrativa dell'intero Suriname, la città fu distrettualizzata e suddivisa in 12 comuni.
La città fu colpita molte volte da grossi incendi nel corso della sua storia: i peggiori furono quello del 1821 (durante il quale andarono distrutti oltre 400 edifici) e quello del 1832, dove ne bruciarono 46, tra i quali la parte occidentale della Waterkant.

## Monumenti e luoghi d'interesse

### Architetture civili
- Palazzo Presidenziale del Suriname

### Architetture militari
- Forte Zeelandia

### Architetture religiose
- Cattedrale dei Santi Pietro e Paolo, costruita nel 1887, è la più grande struttura in legno nell'emisfero occidentale ed è sede della diocesi di Paramaribo.
- Sinagoga Neve Shalom, fondata nella prima metà del XVIII secolo.
- Sinagoga Tzedek ve-Shalom, costruita nel 1736 dalla comunità sefardita.
- Moschea Grande di Paramaribo

## Geografia antropica

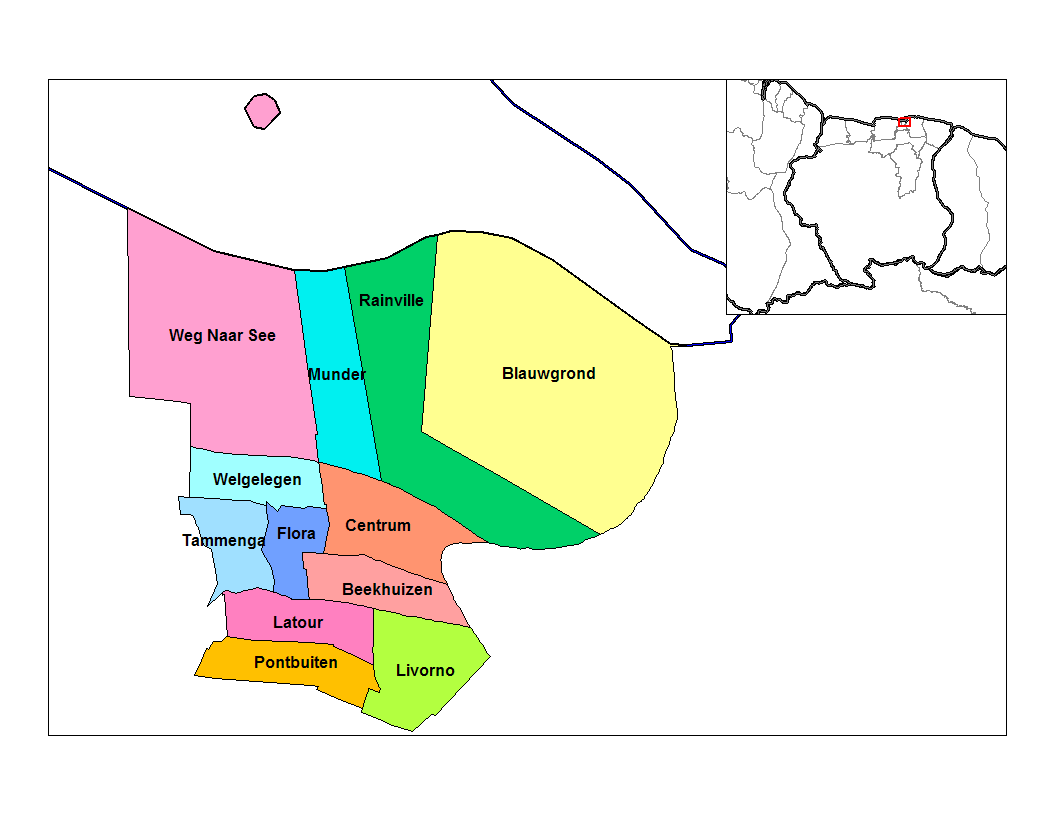
Mappa dei 12 comuni (Ressorten) in cui si divide il distretto di Paramaribo.

### Suddivisione amministrativa
La città occupa un proprio distretto che confina a ovest col distretto di Wanica, a est con il distretto di Commewijne, mentre a sud è delimitato dal fiume Suriname e a nord dal suo delta.
Il distretto di Paramaribo si divide a sua volta in dodici comuni (ressorten):
- Beekhuizen
- Blauwgrond
- Centrum
- Flora
- Latour
- Livorno
- Munder
- Pontbuiten
- Rainville
- Tammenga
- Weg naar Zee
- Welgelegen

## Società

### Evoluzione demografica
Paramaribo si estende per 182 km² e conta una popolazione di 244 946 abitanti (aggiornata al censimento del 2011). Se l'estensione ne fa il distretto più piccolo del Paese, la popolazione lo rende quello più popoloso e densamente abitato: infatti in questa città si concentra circa il 50% della popolazione dell'intero Suriname, e vi sono locate le istituzioni governative del Paese.
La demografia della capitale è piuttosto variegata, in quanto qui si sono stratificate le varie ondate migratorie che hanno interessato il Paese. La componente creola è molto rappresentata.
Nel 2004 i residenti di Paramaribo dichiaravano come lingue madri le seguenti:
- 66,4% olandese
- 9,2% sranan tongo
- 8,6% sarnami hindostani (variante della lingua indostana caraibica)
- 4% saramaccano
- 2,8% ndyuka
- 2,4% giavanese
- 2,2% inglese
- 1,8% cinese

L'olandese ha una grande importanza in quanto lingua ufficiale e di conseguenza viene parlato da tutta la popolazione, essendo anche la lingua madre delle comunità creole e nere. Lo sranan tongo, invece, è generalmente ben compreso e spesso utilizzato in contesti informali.

## Cultura

### Istruzione
Paramaribo è la principale città del Suriname per quanto riguarda l'istruzione. L'unica università del paese, l'Università Anton de Kom, si trova qui: conta 16 facoltà, fra cui quelle di tecnologia, scienze mediche e scienze sociali. A Paramaribo è inoltre presente il Natuurtechnisch Instituut, ramo dell'Università Inholland di scienze applicate.
L'educazione del paese ricalca fedelmente il modello olandese.

## Economia
Paramaribo è il più importante porto del paese, nel quale convergono tutti i prodotti dell'entroterra. Dalle sue banchine partono le esportazioni di bauxite, canna da zucchero, riso, cacao, caffè, rum e legnami tropicali.

A Paramaribo vengono inoltre prodotti cemento, vernici e birra.
In quanto capitale del Suriname, qui si concentrano anche gli edifici del potere e del settore terziario del Paese.

## Infrastrutture e trasporti

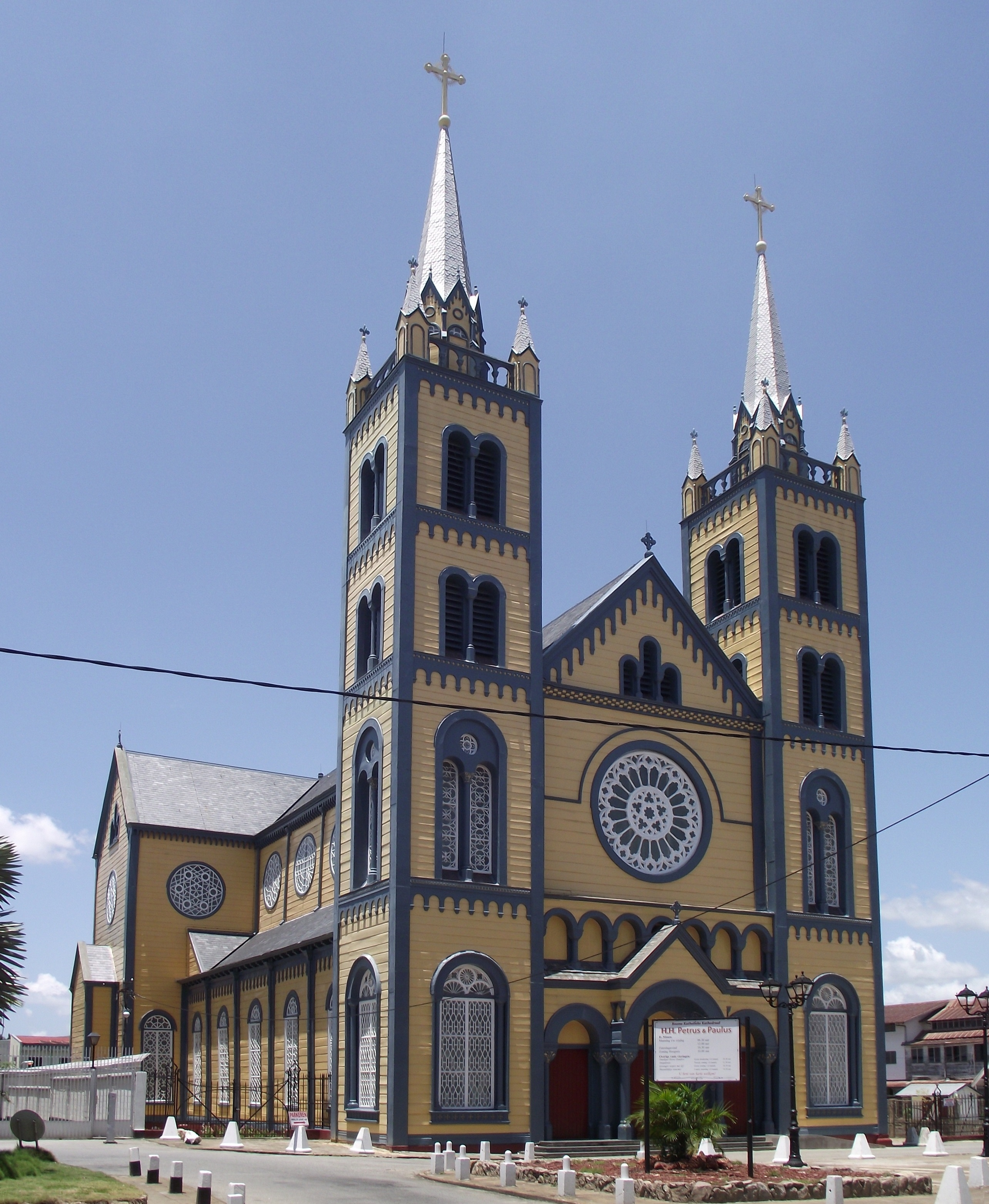
La cattedrale cattolica di Paramaribo

A Paramaribo sorge l'aeroporto Zorg en Hoop, dal quale partono voli locali per le varie zone del Paese: i voli internazionali sono invece a carico dell'Aeroporto Internazionale Johan Adolf Pengel, situato 50 km a sud, presso il villaggio di Zanderij. Nello scalo ha il proprio hub la compagnia aerea Fly All Ways.
Per quanto riguarda il trasporto stradale, Paramaribo è il centro dove convergono le strade provenienti dalle varie città del Paese e dove passa la Oost-Westverbinding, strada costiera vitale che collega il Paese a ovest con la Guyana e a est con la Guyana francese.
Anche i trasporti via mare vedono in Paramaribo il proprio centro nevralgico, in quanto grazie alla favorevole posizione la città possiede il principale porto del Paese.

## Amministrazione

### Gemellaggi
- Anversa;
- Hangzhou;
- Willemstad, Curaçao[2];
- Yogyakarta;